# Yelicones canalensis
Yelicones canalensis är en stekelart som beskrevs av Quicke, Chishti och Basibuyuk 1996. Yelicones canalensis ingår i släktet Yelicones och familjen bracksteklar. Inga underarter finns listade i Catalogue of Life.